# Giancarlo Fisichella
Giancarlo Fisichella,  född 14 januari 1973 i Rom, är en italiensk racerförare. Han har tagit tre segrar i Formel 1, samt fyra pole position. Han bor i Rom.

## Racingkarriär
Fisichella debuterade i Italienska F3-mästerskapet 1992, kom tvåa året efter och vann det 1994. Han gick över till formel 1 och blev testförare och förare i Minardi 1996. Han testkörde även för Ferrari samma år. Fisichella har därefter kört i Jordan, Benetton och Jordan igen. Han första seger kom när han under märkliga omständigheter vann Brasiliens Grand Prix 2003. 

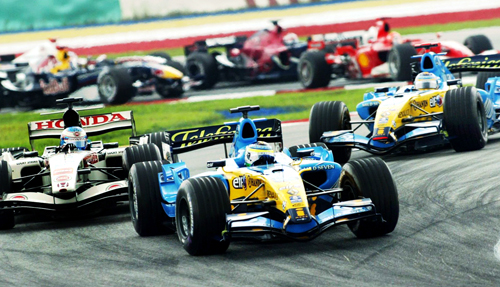
Giancarlo Fisichella, i Renault, på väg mot segern i Malaysias Grand Prix 2006.

Giancarlo Fisichella var försteförare hos Sauber-Petronas 2004 och blev året efter andreförare i Renault. Fisichella inledde säsongen 2005 med att vinna Australiens Grand Prix 2005, vilket var hans andra seger i karriären. Han slutade femma i förarmästerskapet och bidrog till att Renault tog hem konstruktörsmästerskapet för första gången 2005. 
Säsongen 2006 vann Fisichella ett lopp och hade fyra tredjeplatser. Han hade kontrakt med Renault till och med säsongen 2007 varefter han gick till det nystartade stallet Force India.
Säsongen 2008 i Force India började illa då han blev påkörd redan i första kurvan i Australien. Han tog inga poäng under säsongen, och lyckades inget vidare i början av säsongen 2009 heller, innan en sensationell pole position kom i Belgien. Det var stallets första pole position, och han blev den äldste italienske föraren sedan Alberto Ascari att ta pole position i ett VM-lopp i F1. 
3 september 2009 beslutades det att Giancarlo Fisichella skulle ersätta den skadade Felipe Massa i Ferrari till Italiens GP. Luca Badoer ersatte Felipe Massa i de två föregående loppen, men när Fisichella blev tvåa i Belgiens GP så bestämde Ferrari att Fisichella skulle ta platsen istället. Force India släppte Fisichella, då man inte ville stå i vägen för Fisichellas önskan att avsluta sin tävlingskarriär i stallet. Samtidigt meddelades det att Fisichella skulle vara test- och reservförare för teamet säsongen 2010, men kanske lånas ut till något annat team för att kunna tävla också. Han var nära att få ett kontrakt med Sauber till 2010, men så blev det inte när Pedro de la Rosa fick den andra platsen tillsammans med Kamui Kobayashi dagen efter.
Det blev ingen plats för i Formel 1 för Fisichella till säsongen 2010, vilket blev den första på fjorton år. Istället blev han testförare för Scuderia Ferrari och tävlade i Le Mans Series i GT2-klassen för AF Corse med en Ferrari 430 tillsammans med Jean Alesi och Toni Vilander.

## F1-karriär
| Säsong                 | Stall/Tillverkare            | Placering              | Lopp | Poäng | Etta | Tvåa | Trea | Pole | Varv |
| ---------------------- | ---------------------------- | ---------------------- | ---- | ----- | ---- | ---- | ---- | ---- | ---- |
| 1996                   | Minardi-Ford                 | -                      | 8    |       |      |      |      |      |      |
| 1997                   | Jordan-Peugeot               | 8                      | 17   | 20    |      | 1    | 1    |      | 1    |
| 1998                   | Benetton-Playlife            | 9                      | 16   | 16    |      | 2    |      | 1    |      |
| 1999                   | Benetton-Playlife            | 9                      | 16   | 13    |      | 1    |      |      |      |
| 2000                   | Benetton-Playlife            | 6                      | 17   | 18    |      | 1    | 2    |      |      |
| 2001                   | Benetton-Renault             | 11                     | 17   | 8     |      |      | 1    |      |      |
| 2002                   | Jordan-Honda                 | 11                     | 17   | 7     |      |      |      |      |      |
| 2003                   | Jordan-Ford                  | 12                     | 16   | 12    | 1    |      |      |      |      |
| 2004                   | Sauber-Petronas              | 11                     | 18   | 22    |      |      |      |      |      |
| 2005                   | Renault                      | 5                      | 19   | 58    | 1    | 1    | 1    | 1    | 1    |
| 2006                   | Renault                      | 4                      | 18   | 72    | 1    |      | 4    | 1    |      |
| 2007                   | Renault                      | 8                      | 17   | 21    |      |      |      |      |      |
| 2008                   | Force India-Ferrari          | 19                     | 18   | 0     |      |      |      |      |      |
| 2009                   | Force India-Mercedes Ferrari | 15                     | 17   | 8     |      | 1    |      | 1    |      |
| Sammanlagt 14 säsonger | Sammanlagt 14 säsonger       | Sammanlagt 14 säsonger | 231  | 275   | 3    | 7    | 9    | 4    | 2    |

| 1. Brasilien 2003 2. Australien 2005 3. Malaysia 2006 |

| 1. Belgien 1997 2. Monaco 1998 3. Kanada 1998 4. Kanada 1999 5. Brasilien 2000 6. Japan 2005 7. Belgien 2009 |

| 1. Kanada 1997 2. Monaco 2000 3. Kanada 2000 4. Belgien 2001 5. Italien 2005 6. Spanien 2006 7. USA 2006 8. Kina 2006 9. Japan 2006 |

| 1. Österrike 1998 2. Australien 2005 3. Malaysia 2006 4. Belgien 2009 |

| 1. Spanien 1997 2. Spanien 2005 |

| 1. Kanada 2007 |